# Herz ist Trumpf (Dann rufst du an …)
Herz ist Trumpf (Dann rufst du an …) ist ein Lied der deutschen Band Trio aus dem Jahre 1983. Text und Musik stammen von Stephan Remmler und Kralle Krawinkel.

## Inhalt
Das Lied beschreibt den Tagesablauf und die Tagträume eines Mannes, die immer wieder von Anrufen seiner Geliebten, bzw. der Sehnsucht nach diesen Anrufen unterbrochen werden. Der Text des Liedes wird in Form einer Aufzählung gesungen (Textauszug: „Ich lese jeden Tag mein Horoskop in der Bild / Dann koch ich mir ein Ei, weil man ja fit sein will“), wobei jeder Punkt der Aufzählung von einem Frauenchor, der „Was dann? Was dann?“ singt, angekündigt wird.

## Produktion
Herz ist Trumpf wurde im Frühjahr 1983 von Trio im Can-Studio in Weilerswist aufgenommen. Stephan Remmler singt und spielt gleichzeitig Keyboard. Kralle Krawinkel spielt die E-Gitarre und Peter Behrens das Schlagzeug. Zusätzlich zur Band Trio sind Annette Humpe (Chor) und Klaus Voormann (Bass) an der Produktion beteiligt. Voormann ist gleichzeitig Produzent des Titels.
Zusätzlich zur deutschen Fassung von Herz ist Trumpf produzierte die Band eine englischsprachige Fassung unter dem Titel Hearts are Trump.
Etwa um das Jahr 2000 herum spielt Trio im Rahmen der Vorbereitungen zu einem letztendlich geplatzten Comeback eine neue Version von Herz ist Trumpf ein. Den Chor sangen bei dieser Fassung die drei Söhne von Stephan Remmler Cecil, Jonni und Lauro Remmler. Diese Fassung blieb jedoch unveröffentlicht.

## Veröffentlichung
Das Lied Herz ist Trumpf erschien in Deutschland auf Trios zweitem Studioalbum Bye Bye und wurde auch als Single ausgekoppelt. Die englische Fassung wurde ebenfalls als Single europaweit veröffentlicht. Auf der B-Seite befindet sich jeweils der Titel Girl Girl Girl.
Nur in Deutschland wurde Herz ist Trumpf zusätzlich auf einer Werbesingle in rotem Vinyl veröffentlicht, die exklusiv für Werbezwecke der Firma „Herz Armaturen GmbH“ vertrieben wurde.

## Parodien
In einer bairischen Parodie auf das Lied beschrieb Max Grießer den Verlauf eines Herz-Solo Schafkopf-Spieles.